# Fagersta, Vanda stad
 Fagersta  (finska: Vaarala) är en stadsdel i Vanda stad i landskapet Nyland. 
Fagersta är en stadsdel med cirka 3 000 invånare i östra Vanda. Stadsdelen ligger vid Helsingfors kommungräns i en triangel som bildas av kommungränsen, Borgåleden och Ring III. Grannstadsdelar i Vanda är Fastböle, Håkansböle, Gjutan, Råby och Västerkulla, samt Jakobacka i Helsingfors. 
Kärnan i Fagerstas bebyggelse är ett egnahemshusområde med trähus som byggdes på 1950- och 1960-talet på en kulle och på åkrarna omkring kullen. Vid Ring III:an har lådaktiga radhus byggts och några höghus. De äldre husen har namngetts efter namnen på kex, eftersom de byggdes som bostäder för Fazers arbetstagare. De nyare bostäderna är byggda för studerande. Trots detta består  75 % av bostadsbeståndet av småhus och en ännu högre andel ägarbostäder. 
Det finns ett daghem och en kyrka byggd är 1960 i Fagersta. Det finns över 2 500 arbetsplatser i stadsdelen och förädlingsindustrin är den viktigaste, främst livsmedelsförädling. Valio har en ostfabrik i Fagersta och Fazer tillverkar choklad och bröd i sin fabrik, som gett fabriksområdet namnet Fazers. LU tillverkar kex. Fazers vattentorn med företagets logotyp i neonljus är områdets landmärke. Nordsjö hamn som öppnar år 2008 cirka 5 kilometer från Fagersta kommer antagligen att öka företagsområdets attraktion. Området ligger dock på ett grundvattenområde, vilket begränsar verksamheterna. Fazer grundade sin fabrik i Fagersta på 1950-talet på grund av den goda tillgången på grundvatten. I södra Fagersta ligger Slåttmossens naturskyddsområde.  